# Cryptoblepharus virgatus
Espèce
Synonymes
- Ablepharus virgatus Garman, 1901
- Ablepharus boutonii virgatus Garman, 1901
- Ablepharus boutonii clarus Storr, 1961

Cryptoblepharus virgatus est une espèce de sauriens de la famille des Scincidae.

## Répartition
Cette espèce se rencontre :
- en Australie en Nouvelle-Galles du Sud, au Queensland, au Victoria, en Australie-Méridionale et en Australie-Occidentale ;
- en Indonésie dans le sud de la Nouvelle-Guinée occidentale ;
- en Indonésie dans les iles Babar et les îles Tanimbar ainsi que sur les îles de Damer et de Java.

## Publication originale
- Garman, 1901 : Some reptiles and batrachians from Australasia. Bulletin of the Museum of Comparative Zoology at Harvard College, vol. 39, p. 1-14 (texte intégral).